# Tipula (Acutipula) basispinosa
Tipula (Acutipula) basispinosa is een tweevleugelige uit de familie langpootmuggen (Tipulidae). De soort komt voor in het Oriëntaals gebied.